# Macinhac
Massinhac (en francès Massignac) és un municipi francès situat al departament del Charente i a la regió de la Nova Aquitània. L'any 2007 tenia 411 habitants.

## Demografia

### Població
El 2007 la població de fet de Massignac era de 411 persones. Hi havia 188 famílies de les quals 64 eren unipersonals (20 homes vivint sols i 44 dones vivint soles), 68 parelles sense fills, 52 parelles amb fills i 4 famílies monoparentals amb fills.
La població ha evolucionat segons el següent gràfic:
Habitants censats

### Habitatges
El 2007 hi havia 296 habitatges, 194 eren l'habitatge principal de la família, 62 eren segones residències i 40 estaven desocupats. 290 eren cases i 6 eren apartaments. Dels 194 habitatges principals, 149 estaven ocupats pels seus propietaris, 38 estaven llogats i ocupats pels llogaters i 7 estaven cedits a títol gratuït; 1 tenia una cambra, 12 en tenien dues, 25 en tenien tres, 61 en tenien quatre i 95 en tenien cinc o més. 142 habitatges disposaven pel capbaix d'una plaça de pàrquing. A 92 habitatges hi havia un automòbil i a 74 n'hi havia dos o més.

### Piràmide de població
La piràmide de població per edats i sexe el 2009 era:
| Homes | Edats   | Dones |
| ----- | ------- | ----- |
| 4     | 95 o +  | 0     |
| 0     | 90 a 94 | 0     |
| 4     | 85 a 89 | 12    |
| 0     | 80 a 84 | 0     |
| 8     | 75 a 79 | 24    |
| 20    | 70 a 74 | 24    |
| 12    | 65 a 69 | 16    |
| 28    | 60 a 64 | 4     |
| 0     | 55 a 59 | 16    |
| 20    | 50 a 54 | 8     |
| 12    | 45 a 49 | 12    |
| 4     | 40 a 44 | 24    |
| 16    | 35 a 39 | 0     |
| 12    | 30 a 34 | 20    |
| 16    | 25 a 29 | 0     |
| 8     | 20 a 24 | 16    |
| 12    | 15 a 19 | 4     |
| 16    | 10 a 14 | 12    |
| 16    | 5 a 9   | 0     |
| 0     | 0 a 4   | 4     |

## Economia
El 2007 la població en edat de treballar era de 224 persones, 161 eren actives i 63 eren inactives. De les 161 persones actives 152 estaven ocupades (83 homes i 69 dones) i 9 estaven aturades (4 homes i 5 dones). De les 63 persones inactives 30 estaven jubilades, 10 estaven estudiant i 23 estaven classificades com a «altres inactius».

### Ingressos
El 2009 a Massignac hi havia 190 unitats fiscals que integraven 419 persones, la mediana anual d'ingressos fiscals per persona era de 13.935 €.

### Activitats econòmiques
Dels 24 establiments que hi havia el 2007, 1 era d'una empresa alimentària, 4 d'empreses de construcció, 8 d'empreses de comerç i reparació d'automòbils, 2 d'empreses de transport, 1 d'una empresa d'hostatgeria i restauració, 2 d'empreses de serveis, 4 d'entitats de l'administració pública i 2 d'empreses classificades com a «altres activitats de serveis».
Dels 5 establiments de servei als particulars que hi havia el 2009, 1 era una oficina de correu, 1 paleta, 1 fusteria, 1 empresa de construcció i 1 perruqueria.
Dels 4 establiments comercials que hi havia el 2009, 1 era una botiga de menys de 120 m², 1 una fleca, 1 una carnisseria i 1 una botiga d'electrodomèstics.
L'any 2000 a Massignac hi havia 32 explotacions agrícoles que ocupaven un total de 1.869 hectàrees.

## Equipaments sanitaris i escolars
L'únic equipament sanitari que hi havia el 2009 era una farmàcia.
El 2009 hi havia 1 escola maternal integrada dins d'un grup escolar amb les comunes properes formant una escola dispersa i 1 escola elemental integrada dins d'un grup escolar amb les comunes properes formant una escola dispersa.

## Poblacions més properes
El següent diagrama mostra les poblacions més properes.